# Gare de León
La gare de León est une gare ferroviaire espagnole des lignes de Venta de Baños à Gijón-Sanz Crespo (es) (130), de León à la bifurcation Venta de Baños (084) et de León à La Corogne (800), située sur le territoire de la commune de León, dans la province de León, en Castille-et-León.
Elle est mise en service en 2011 par Administrador de infraestructuras ferroviarias (ADIF). C'est une gare desservie par des trains AVE, Alvia, Media Distancia et Intercity de Renfe Operadora.

## Situation ferroviaire
Établie à 825 mètres d'altitude, la gare de León est située au point kilométrique (PK) 122,377/0 (rupture de kilométrage) de la ligne de Venta de Baños à Gijón-Sanz Crespo ; elle est également au PK 345,4 de la ligne de León à la bifurcation Venta de Baños ; et enfin elle est au PK 122,377 de la ligne de León à La Corogne.

## Histoire
Cette gare en cul-de-sac et provisoire a été inaugurée le 18 mars 2011 pour remplacer la gare du Nord, fermée au trafic en raison des travaux qui entraîneront l’enfouissement des voies ferrées à leur passage par León et San Andrés del Rabanedo. 
En 2017, a commencé la construction d'une annexe souterraine pour éviter le rebroussement des trains. Ce tunnel, situé sous les voies de l'ancienne gare, est entré en service le 21 septembre 2021. 
De plus, pour augmenter la fréquentation, le hall a été agrandi pour desservir ce nouveau quai qui dispose de deux voies à écartement ibérique numérotées 9 et 11, disposant d'un troisième rail afin de pouvoir également accueillir les trains à grande vitesse.

## Bâtiment voyageurs
Le complexe couvre une surface totale de 1 273,6 m2 et a été imaginé par URBAQ arquitectos s.l. (Fernando Liébana Diez et Esther Llorente López).

## Fréquentation
En 2018, la fréquentation annuelle de la gare était de 961 733 voyageurs.

## Service des voyageurs

### Accueil
Le bâtiment voyageurs de la gare dispose d’un grand hall, de guichets, d’une zone d’embarquement, d’un café, de toilettes, d’un petit espace commercial ainsi que de divers services administratifs et techniques.
La gare dispose de trois quais, deux latéraux et un central, de longueurs respectivement : 190 m pour celui situé le plus à l’ouest, 485 m pour le central et 236 m pour le dernier. Quatre voies desservent ces quais, et quatre autres voies sont dédiées aux manœuvres.
Parmi ces quatre voies, deux sont réservées aux trains à grande vitesse et deux autres aux trains circulant sur les voies à écartement ibérique en raison des nécessités des services de la LGV et des manœuvres de rebroussement dues au fait que ce soit une gare en cul-de-sac.

### Desserte

#### Larga Distancia
León dispose de deux services AVE à destination de Madrid-Chamartín-Clara Campoamor.
Depuis le 13 septembre 2022, des services AVE circulent entre León et Alicante.
La gare est également desservie par des trains Alvia assurant la liaison avec Madrid, Valence, Oviedo/Gijón, Barcelone, La Corogne, Vigo, Alicante et Vinaròs.
De plus, León bénéficie de services Intercity qui la relient à Madrid, Ponferrada, Irun, La Corogne et Vigo.

#### Media Distancia
León dispose de nombreuses connexions Media distancia permettant une liaison directe avec une grande partie de la Castille-et-León, ainsi qu’avec la Galice, les Asturies et Madrid. Pour cela, des trains MD, Regional et Regional Exprés sont utilisés.

### Intermodalité
La gare dispose d'un parking payant et est desservie par des arrêts de bus urbains.